# 고산초등학교 (강원)
고산초등학교는 대한민국 강원특별자치도 원주시에 있는 공립 초등학교이다.

## 학교 연혁
- 1938.08.01 호저국민학교 부설 고산간이학교 인가
- 1943.04.10 고산국민학교로 승격
- 1990.02.28 입암분교 폐교 통합
- 1996.03.01 고산초등학교로 명칭 변경
- 1998.03.01 소규모협동체제 운영
- 2014.02.12 제66회 졸업(총 2,258명)
- 2014.03.01 제25대 전기철 교장 부임

## 참고 자료
- 고산초등학교 - 한국교육학술정보원 학교알리미